# Uádi Hitã
Uádi Hitã (em árabe: وادي الحيتان; romaniz.: Wadi Al-Hitan; lit. "Vale das Baleias") , no deserto ocidental do Egito, contém importantes restos fósseis da primeira subordem de baleias. Esses resquícios arqueológicos representam um dos principais registos da história da evolução das espécies: a transformação de animal terrestre para aquático sofrido pelas baleias. O Vale é o sítio mais importante do mundo para demonstrar tal processo evolutivo. Ele retrata com precisão a forma e a vida desses mamíferos durante a transformação. O número, a concentração e a qualidade dos fósseis são únicos. Este testemunho mostra tais animais perdendo os seus membros traseiros, os corpos aerodinâmicos (como os das baleias modernas), ao mesmo tempo em que apresentam aspectos primitivos de estrutura óssea. Outros materiais fósseis encontrados na localidade permitem reconstruir o ambiente e as condições ecológicas da época.
O governo egípcio alega que em julho de 2007 dois carros dirigidos por diplomatas belgas entraram uma zona protegida nesta área, e causaram um dano avaliado em cerca de 325.000 dólares. O governo belga alega que nenhum dano foi causado pelos seus diplomatas. A questão permanece sem resolução.
Foi incluído como Património Mundial da UNESCO em 2005